# Stazione di Bevilacqua
Stazione di Bevilacqua vasútállomás Olaszországban, Veneto régióban, Bevilacqua településen.

## Vasútvonalak
Az állomást az alábbi vasútvonalak érintik:
- Mantova-Monselice-vasútvonal

## Kapcsolódó állomások
A vasútállomáshoz az alábbi állomások vannak a legközelebb: 
- Stazione di Boschi Sant'Anna
- Stazione di Montagnana